# Riina Sikkut
Riina Sikkut, née Riina Rae le 12 janvier 1983, est une économiste et une femme politique estonienne, membre du Parti social-démocrate.

## Biographie

### Formation
Riina Sikkut étudie à l’université de Tartu, d’où elle sort en 2005 ; elle a également un master en politique de santé à l'université de Londres. 
Elle commence sa carrière au ministère des finances puis passe dans le secteur privé comme analyste des politiques de santé pour Swedbank puis pour Praxis, un think tank 

### Carrière politique
Début 2017, Riina Sikkut est conseillère du gouvernement dans le domaine de la santé, du travail et des affaires sociales. 
En avril 2018, le chef du Parti social-démocrate estonien, Jevgeni Ossinovski, démissionne de son poste de ministre de la Santé et du Travail pour mieux préparer les élections législatives de 2019. Son parti propose alors Riina Sikkut pour sa succession ; ce choix est validé par le premier ministre Jüri Ratas, puis par la présidente Kersti Kaljulaid et par le parlement. Elle rejoint donc officiellement le gouvernement Ratas I le 2 mai 2018. Elle conserve son poste de ministre de la santé et du travail jusqu'au 29 avril 2019 quand les socio-démocrates retournent dans l'opposition.
De 2022 à 2023, elle est ministre des Affaires économiques et des Infrastructures dans le gouvernement Kaja Kallas II. 
Elle est ministre de la Santé dans les gouvernements Kallas III, puis Michal à partir du 17 avril 2023 jusqu'à sa démission le 11 mars 2025.